# William Carr (calciatore)
William Carr (Sheffield, 14 novembre 1848 – Sheffield, 22 febbraio 1924) è stato un calciatore inglese, di ruolo portiere.

## Carriera
Nel 1875 giocò una partita con la Nazionale maggiore inglese.